# Енбекши (Казыгуртский район)
Енбекши (каз. Еңбекші) — село в Казыгуртском районе Туркестанской области Казахстана. Входит в состав Рабатского сельского округа. Находится примерно в 32 км к северу от районного центра, села Казыгурт. Код КАТО — 514049400.

## Население
В 1999 году население села составляло 1137 человек (599 мужчин и 538 женщин). По данным переписи 2009 года, в селе проживало 1216 человек (643 мужчины и 573 женщины).